# 1917年のスポーツ

## 総合競技大会
- 第3回極東選手権競技大会（東京・5月8日～12日）

## アイスホッケー
- スタンレー・カップ：シアトル・メトロポリタンズ (PCHA) （3勝1敗） モントリオール・カナディアンズ (NHA)

## 大相撲
優勝掲額者
- 春（1月12日初日）:西大関 大錦卯一郎（10戦全勝）
- 夏（5月11日初日）:西大関 栃木山守也（9勝1預）

優勝旗手
- 春:東前頭14枚目 千葉ヶ嵜俊治（6勝2敗1預1分）
- 夏:西前頭13枚目 大潮又吉（9勝1預）

できごと
- 11月29日、両国国技館、失火により焼失。

## テニス

### グランドスラム
- 全米選手権　男子単優勝：リンドレイ・マレー（アメリカ）、女子単優勝：モーラ・ビュルステット（ノルウェー）

## 野球

### 日本

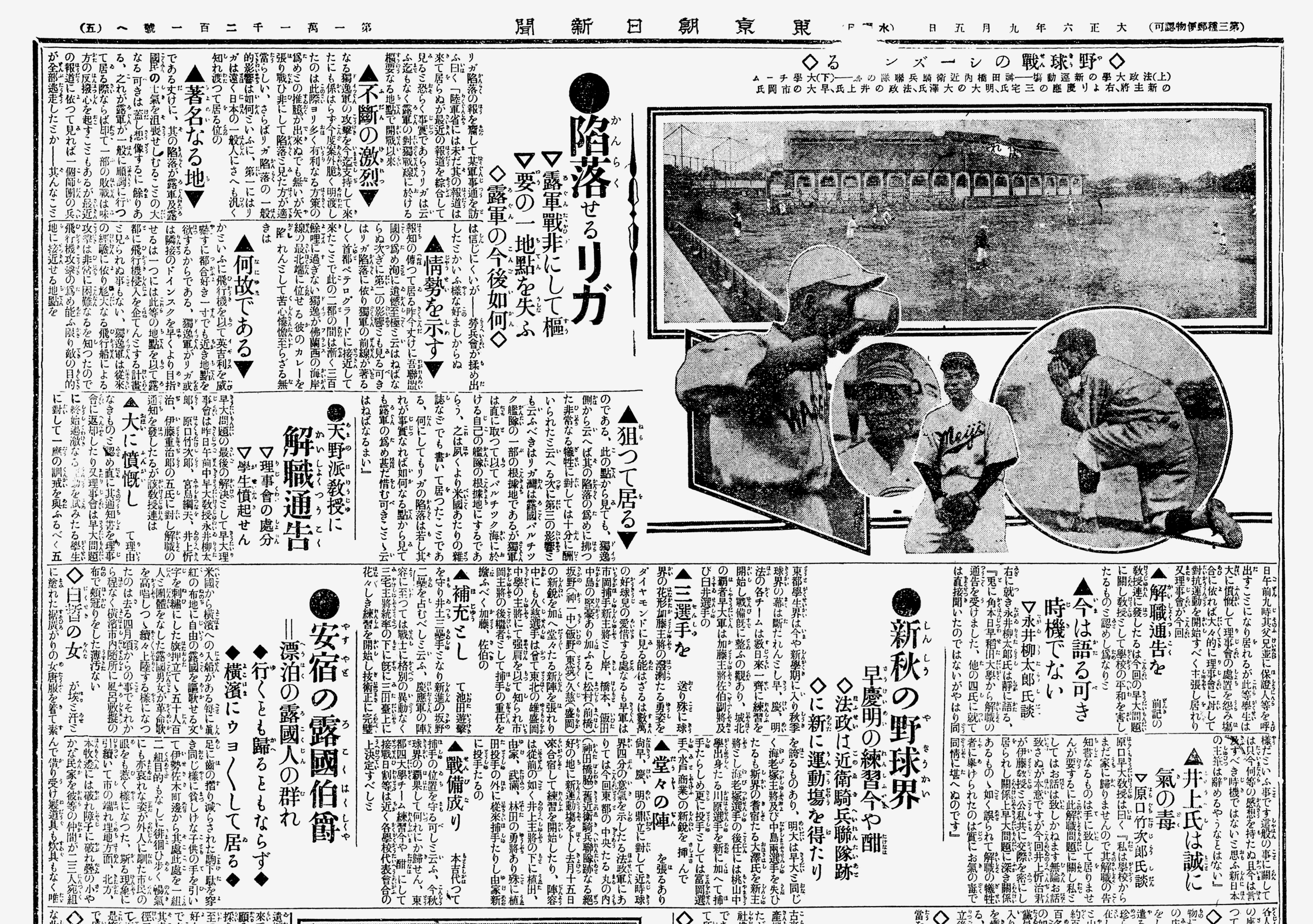
新秋の野球界 早慶明の練習今や酣 法政は近衛騎兵連隊跡に新に運動場を得たり（『東京朝日新聞』 1917年9月5日付朝刊5面）

#### 大学野球
四大学リーグ
- 春 - 三大学リーグに法政大が加盟し、四大学リーグとなる。
- 秋 - 法大が慶大に初勝利、明大が早大に2勝。

#### 中等野球
- 第3回全国中等学校優勝野球大会決勝（鳴尾球場・8月19日）
愛知一中（愛知県） 1-0 関西学院中（兵庫県）

### アメリカ大リーグ
- ワールドシリーズ
シカゴ・ホワイトソックス（ア・リーグ） （4勝2敗） ニューヨーク・ジャイアンツ（ナ・リーグ）

## 陸上競技

### 駅伝
- 4月27日～29日 - 読売新聞社、京都・東京間駅伝競走を開催（「駅伝」の名称がはじめて用いられる）

## 誕生
- 1月5日 - アドルフォ・コンソリーニ（イタリア、陸上競技、+1969年）
- 2月1日 - 沢村栄治（三重県、野球、+1944年）
- 4月10日 - 宇野光雄（和歌山県、野球、+1994年）
- 5月10日 - 杉浦重雄（静岡県、水泳、+1988年）
- 5月15日 - 門前眞佐人（広島県、野球、+1984年）
- 7月17日 - ルー・ブードロー（アメリカ、野球、+2001年）
- 8月6日 - 野口明（愛知県、野球、+1996年）
- 9月7日 - 葉室鉄夫（福岡県、水泳、+2005年）
- 9月10日 - 木村政彦（熊本県、柔道、+1993年）
- 9月18日 - ヨージェフ・アシュボード（ハンガリー、テニス、+1986年）
- 10月9日 - 北村久寿雄（高知県、水泳、+1996年）
- 11月25日 - 寺田登（静岡県、水泳、+1986年）
- 12月5日 - 佐賀ノ花勝巳（佐賀県、相撲、+1975年）

## 死去
- 7月13日 - ジェームズ・ドワイト（アメリカ、テニス、*1852年）
- 12月19日 - ルシアン・プティブルトン（フランス、自転車競技、*1882年）